# Stazione di Tottenham Hale
La stazione di Tottenham Hale è una stazione ferroviaria situata lungo la ferrovia Londra-Cambridge, a servizio del quartiere di Tottenham Hale, nel borgo londinese di Haringey.

## Storia

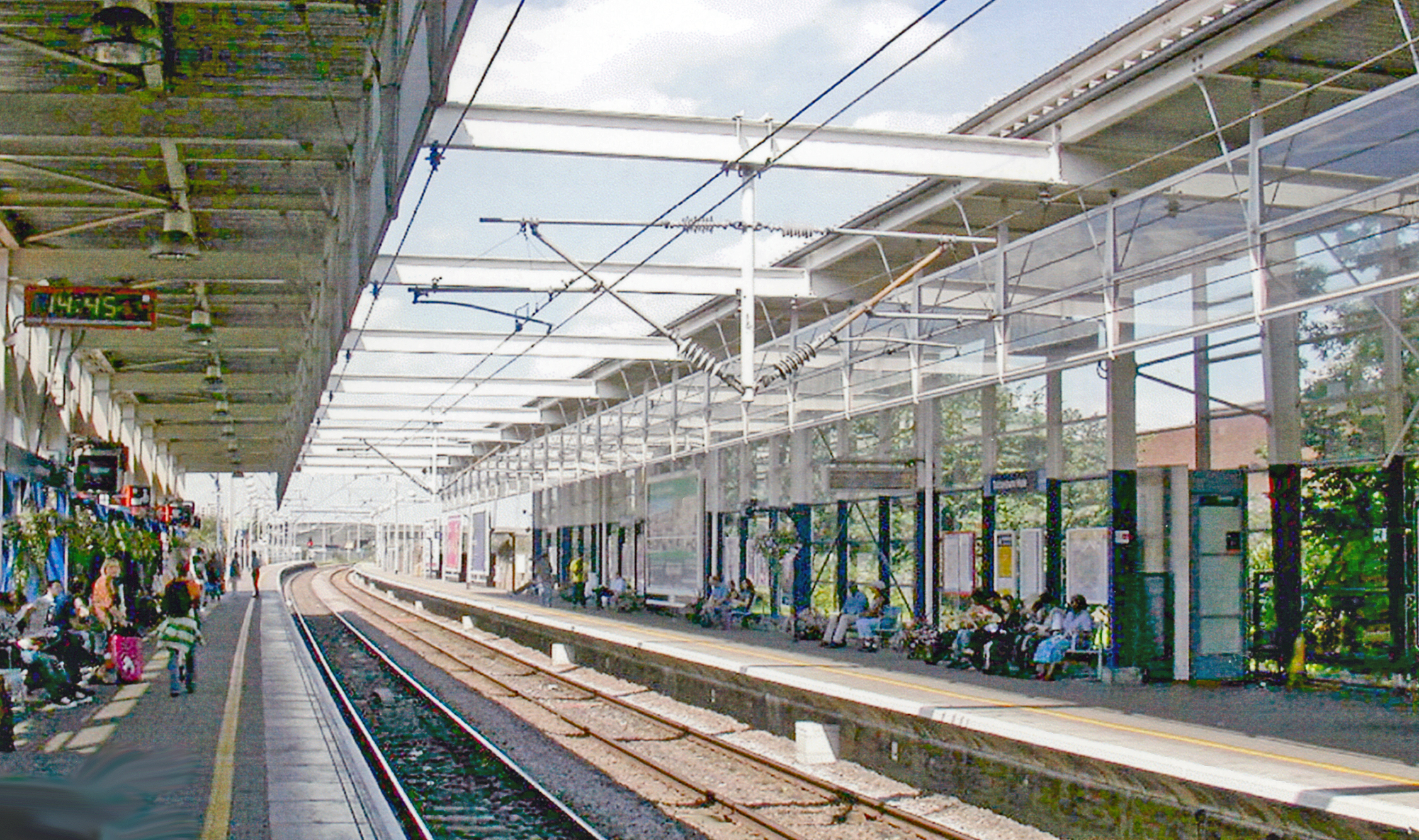
I binari della stazione della National Rail

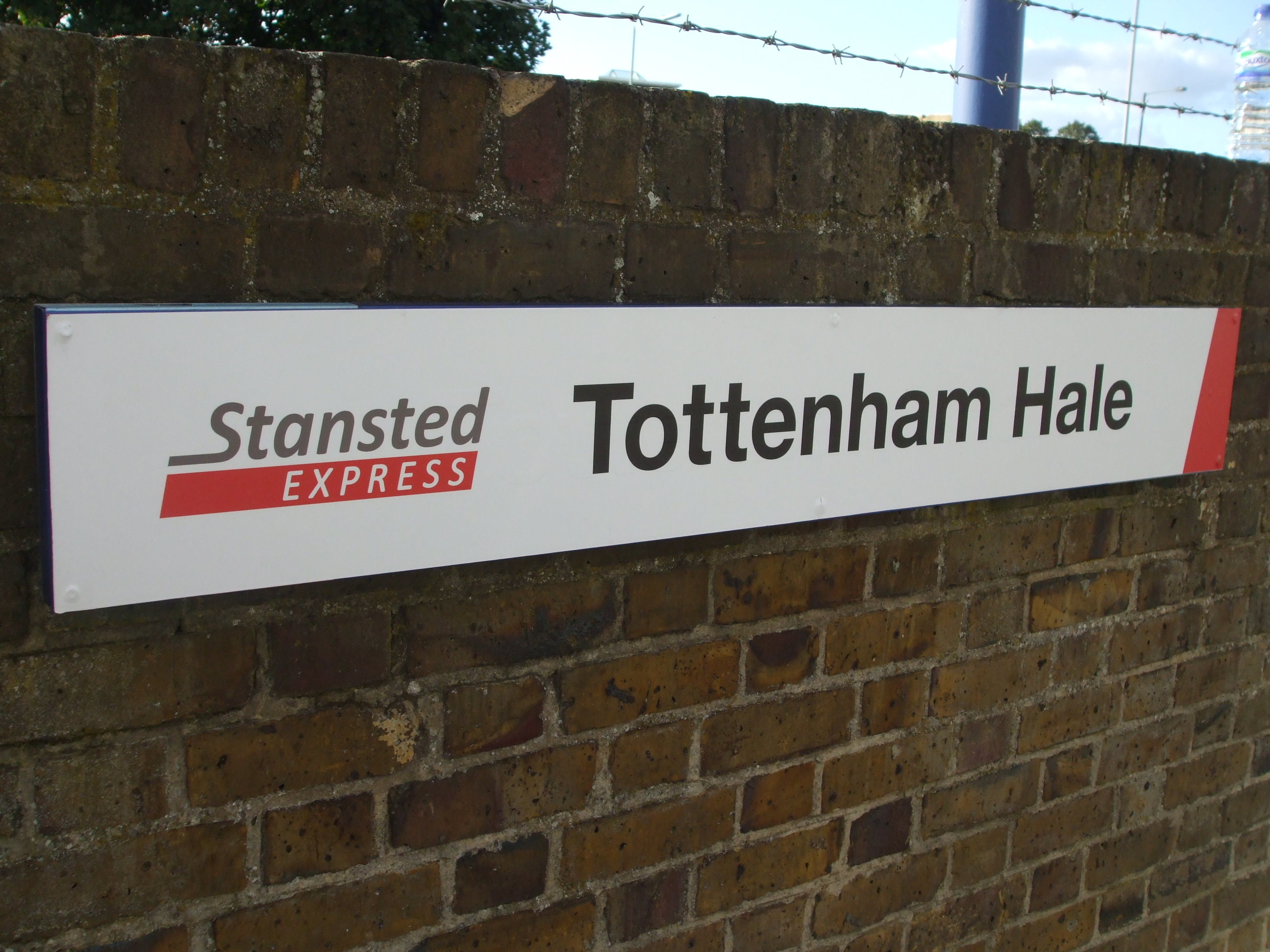
Insegna della stazione dei treni, nel 2012

La stazione è stata aperta al pubblico a settembre del 1840 dalla Northern & Eastern Railway (N&ER) con il nome di Tottenham, sulla linea che collega Stratford a Broxbourne (in Hertfordshire). Dal 1844 la gestione è passata alla Eastern Counties Railway e dal 1862 alla Great Eastern Railway.
La stazione ha acquisito il nome Tottenham Hale dal 1875 al 1938, e poi definitivamente nel 1968.
A partire dal 1923 la gestione della stazione è passata alla London & North Eastern Railway, nazionalizzata nel 1948 a fa parte della regione est della British Railways.
In occasione dell'apertura della stazione della linea Victoria che sorge in corrispondenza della stazione, la stazione ha acquisito il nome definitivo di Tottenham Hale.
Alla fine degli anni '90 è partito il servizio ferroviario dello Stansted Express per collegare l'aeroporto di Stansted e nello stesso periodo la stazione della British Rail è stata completamente ricostruita mentre quella della metropolitana è stata ristrutturata. Oggi non rimane nulla dell'originale edificio vittoriano. Con la privatizzazione delle ferrovie britanniche, la stazione è andata in gestione alla West Anglia Great Northern (WAGN) a partire dal gennaio del 1997.

### Progetti
La TFL Transport for London ha un piano di espansione della stazione che comprende la realizzazione di una nuova entrata, il raddoppio della biglietteria, la costruzione di nuovi accessi ai binari, il prolungamento del ponte esistente per creare una nuova entrata dal paese di Hale e l'apertura di nuovi spazi commerciali. A febbraio 2013 il gruppo non profit: London First, guidato dall'ex Segretario di Stato per i Trasporti Adonis, ha confermato la proposta della TFL sulla tratta della Crossrail2 passante per Tottenham Hale: questa proposta comprende il rinnovo di 4 binari a Tottenham Hale per permettere collegamenti diretti con l'area sud-est di Londra.

## Movimento
Stazioni successive:
- stazione di Northumberland Park a nord
- stazione di Hackney Downs a sud
- stazione di Lea Bridge a est

## Interscambi

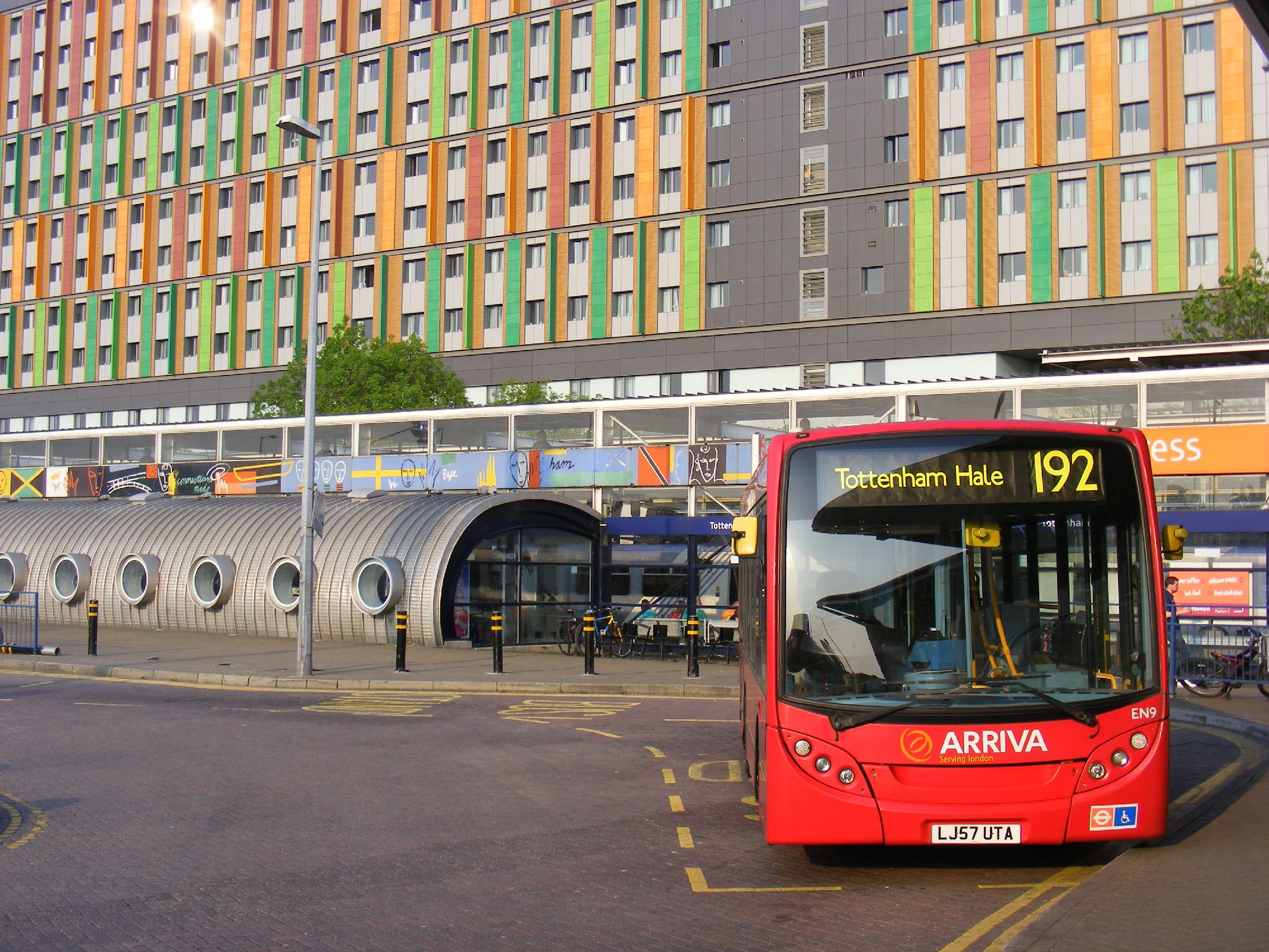
Stazione di Tottenham Hale: il bus 192, sul lato di Hale Village

La stazione consente l'interscambio con la fermata omonima della linea Victoria della metropolitana di Londra.
Nelle vicinanze della stazione effettuano fermata alcune linee urbane automobilistiche, gestite da London Buses.
- Fermata metropolitana (Tottenham Hale, linea Victoria)
- Fermata autobus

## Galleria d'immagini

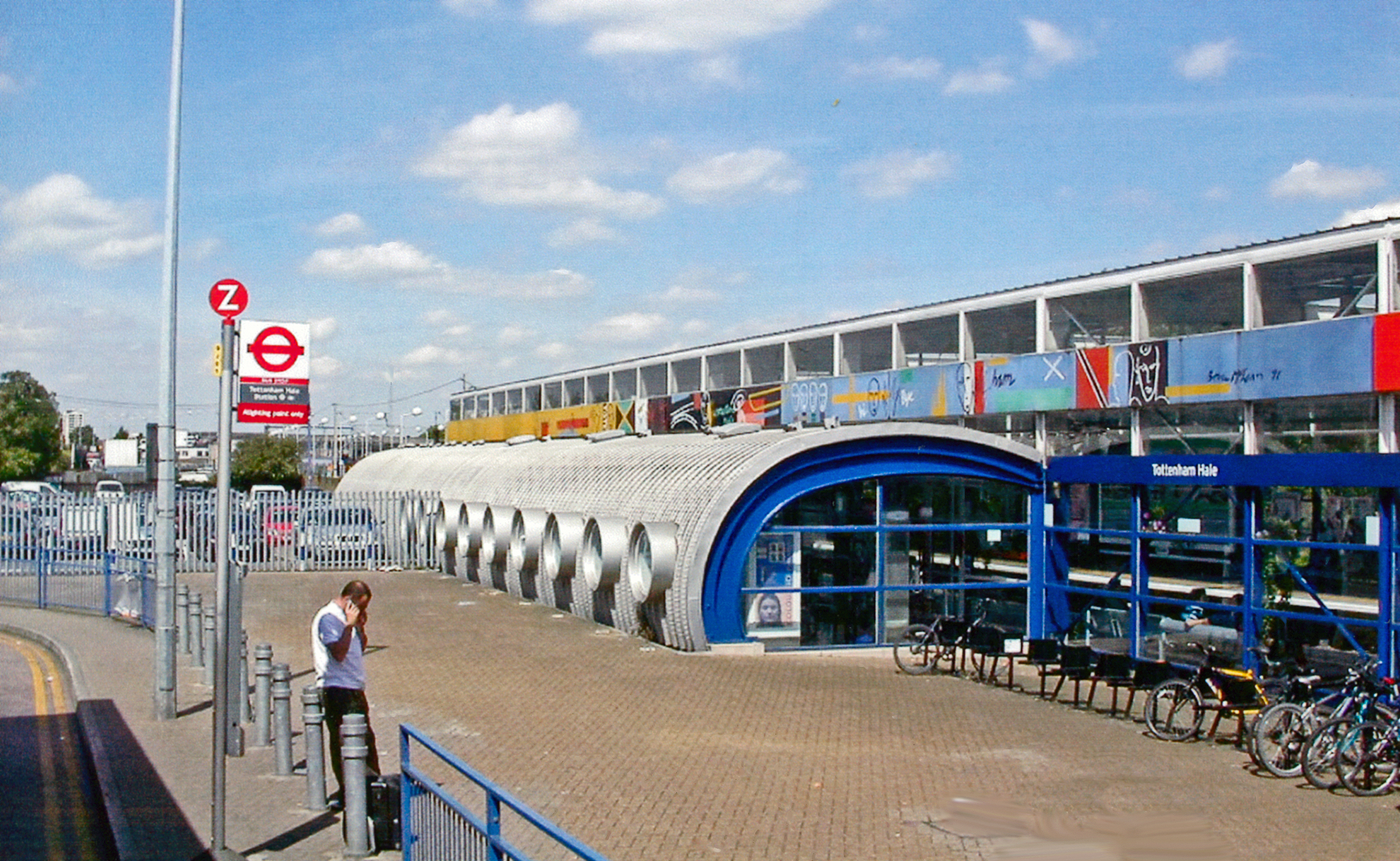
La stazione dei treni di Tottenham Hale, l'esterno
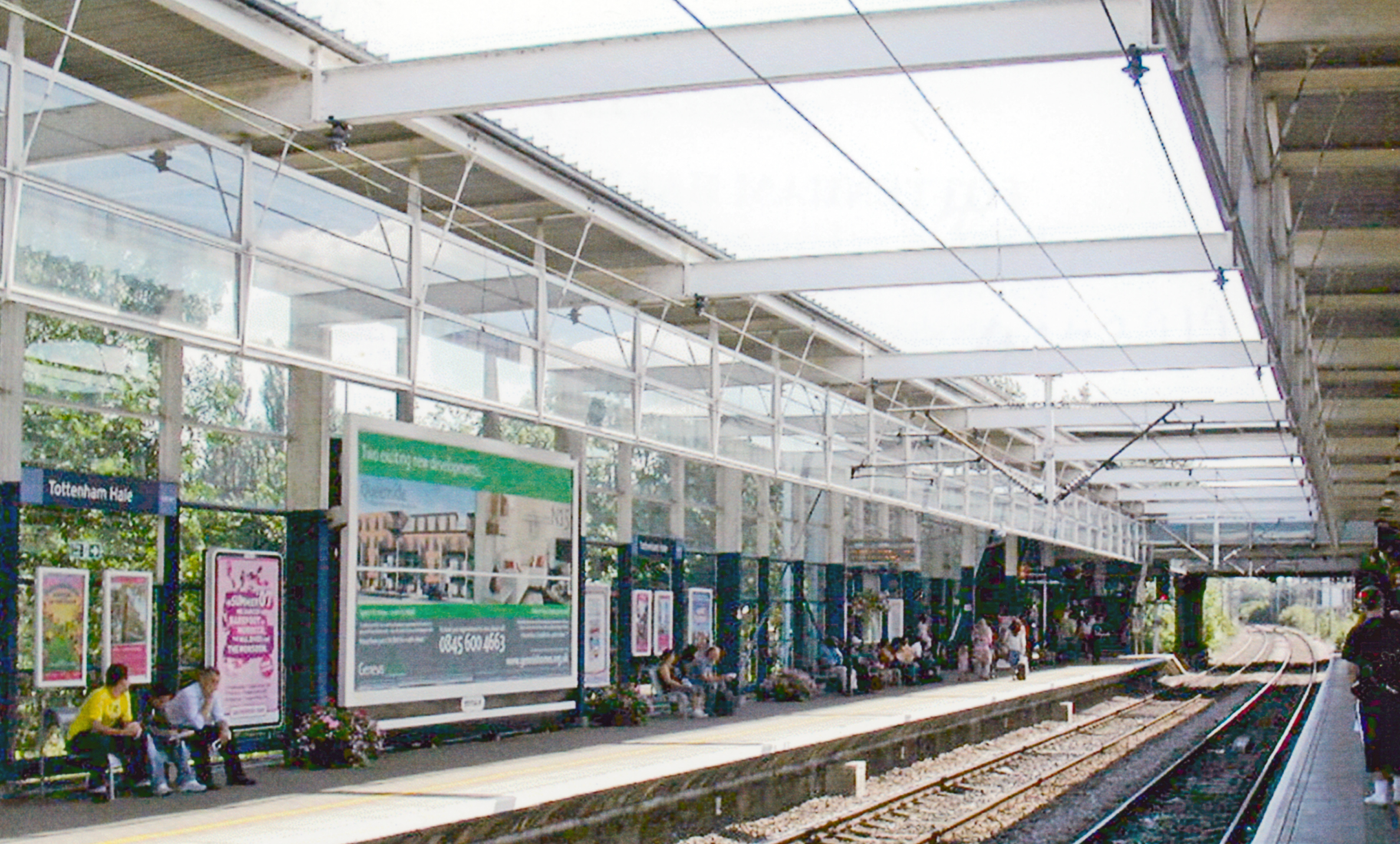
I binari dei treni, in direzione sud verso la stazione di Liverpool Street